# Brokbladig galangarot
Brokbladig galangarot (Alpinia vittata)  är en enhjärtbladig växtart som beskrevs av William Bull. Alpinia vittata ingår i släktet Alpinia och familjen Zingiberaceae. Inga underarter finns listade i Catalogue of Life.

## Bildgalleri

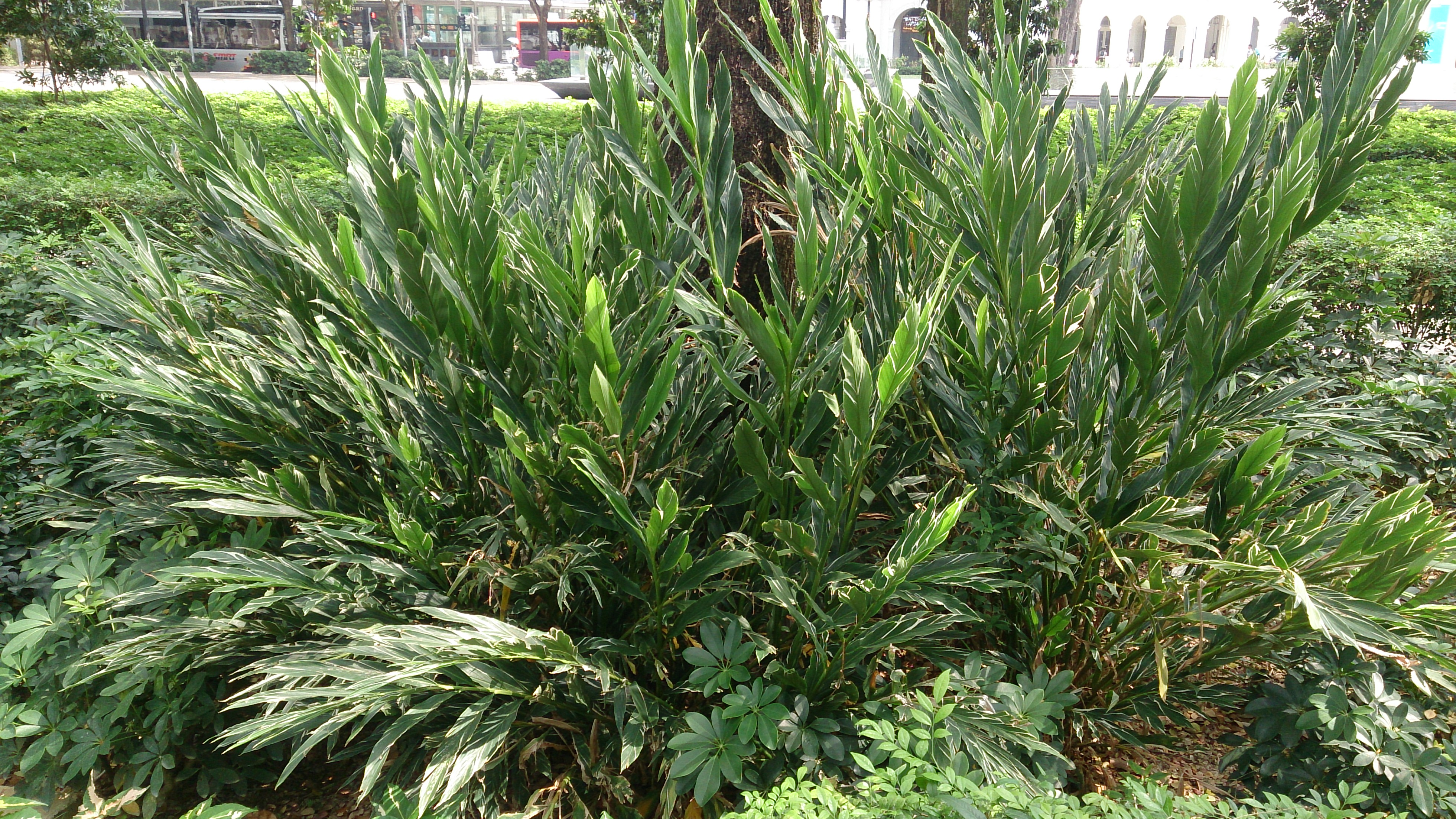